# Cisseps wrightii
Cisseps wrightii är en fjärilsart som beskrevs av Richard Harper Stretch 1885. Cisseps wrightii ingår i släktet Cisseps och familjen björnspinnare. Inga underarter finns listade i Catalogue of Life.